# Rocksta
Rocksta är en gård i Angarns socken i Vallentuna kommun. SCB avgränsade för bebyggelsen vid gården och den som uppförts nära gården, mellan 2015 och 2020 en småort.